# غيو وينغي
غيو وينغي (الصينية: 郭文贵 ؛ من مواليد 10 مايو 1970(حسبه) أو 5 أكتوبر 1968)، ويُعرف أيضا باسم مايلز كوك هو ملياردير ورجل أعمال صيني، يسيطر على شركة بكين زينيث القابضة (عن طريق خدمة البروكسي لي لين وجيانغ يويهوا)، وأصول أخرى. أصبح فيما بعد ناشطًا سياسيًا وهو مؤسس حملة إعلامية تسمى «فضح الثورة».
في ذروة حياته المهنية احتل المرتبة 73 بين أغنياء الصين. لكن بعد خلاف مع أعضاء قيادة الحزب الشيوعي الصيني اُتُّهِمَ بالفساد وغيره من الأفعال المشينة فأُجْبِرَ على الفرار من الصين إلى الولايات المتحدة في أواخر عام 2014 بعد أن علم أنه سيُعْتَقَل بمزاعم تمثلث في الرشوة والخطف وغسيل الأموال والاحتيال والاغتصاب،
على الرغم من مزاعم وينغي بأنه كاشف للفساد إلا أن نيويورك تايمز وعدد من الصحف لم تتمكن من التحقق من صحة مزاعمه.